# Chiesa di San Severo (Venezia)
La chiesa di San Severo era un edificio religioso della città di Venezia, nel sestiere di Castello.

## Storia
Ha funzionato come parrocchia dall'anno 847 fino alla sua soppressione, avvenuta nel 1808.